# Golfo del paradiso
Golfo del paradiso è un romanzo di Gina Lagorio vincitore del Premio Rapallo Carige nel 1987.

## Trama
Un anziano pittore ligure di nome Michele vive con la moglie Giulia nella Casa del Pettirosso, un rustico affacciato sul mare ristrutturato anni prima dallo stesso artista con grande creatività. L'uomo avverte l'avvicinarsi della fine e non è più in grado di dipingere come prima. Michele è anche tormentato dal desiderio di recuperare un piccolo quadro realizzato in gioventù e venduto a cuor leggero a un albergatore. Lo aiutano in questa ricerca il ventenne nipote architetto e la fidanzata di questi, Margherita, che instaura immediatamente col pittore un rapporto di grande intesa.

## Edizioni
- Gina Lagorio, Golfo del paradiso, Milano, Garzanti, 1987.